# Rachel (dichteres)

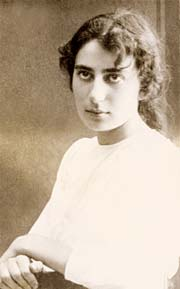
Rachel (dichteres)

Rachel (Hebreeuws: רחל), Rachel de Dichteres (Hebreeuws: רחל המשוררת) of Rachel Blaustein Sela (Russisch: Рахель Блувштейн Сэла) (Vyatka (Keizerrijk Rusland), 20 september 1890 - Brits mandaatgebied Palestina, 16 april 1931) is een van de bekendste moderne Hebreeuwse dichters. 
Rachel wordt geboren in Vyatka, maar op jonge leeftijd vertrekt haar familie naar Poltava, wat nu in Oekraïne ligt. Als ze negentien jaar oud is vaart Rachel met haar zus Shoshana naar Palestina, op weg naar Italië waar zij zouden gaan studeren. De zussen besluiten te blijven als arbeiders in de boomgaarden van de joodse plaats Rechovot.
Rachel leert Hebreeuws en wil zich verder verdiepen in de landbouw. Ze vertrekt naar het agrarische dorp Kinneret aan het Meer van Tiberias. Hier leert zij de socialistisch-Zionistische ideoloog A.D. Gordon kennen. Haar eerste Hebreeuwse gedicht draagt zij aan hem op. Hier heeft ze een hartstochtelijke romance met Zalman Rubasjov, die later onder de naam Zalman Shazar president van Israël zou worden.
In 1913 vertrekt Rachel naar Frankrijk waar zij agronomie studeert. Ze komt pas in 1919 terug in Palestina, want ondertussen is de Eerste Wereldoorlog is uitgebroken. Rachel vertrekt naar Rusland om onderwijs te geven aan Joodse vluchtelingen. Bij terugkomst vestigt ze zich in de kibboets Degania, waar zij veel van haar gedichten schrijft. 
Kort na haar terugkomst wordt geconstateerd dat ze de in die tijd ongeneeslijke ziekte tuberculose heeft. Rachel mag daarom niet langer in Degania blijven en trekt tussen Jeruzalem, Safed en Tel Aviv in de vergeefse hoop genezing te vinden. Haar laatste dagen brengt ze door in een tehuis voor tuberculosepatiënten in Gedera. Ze sterft in het Hadassaziekenhuis van Tel Aviv als ze 41 jaar oud is en wordt begraven aan het Meer van Tiberias, zoals zij in haar gedicht Iem tsav hagoral (Als dit mijn lot is) had verzocht.
Rachels eerste gedichten zijn in het Russisch. Haar gedichten in het Hebreeuws werden iedere vrijdag in het socialistisch dagblad Davar gepubliceerd en waren een belangrijke trekpleister van deze krant. Voorts werden ze gebundeld in boeken. Haar gedichten, geschreven in de eenvoudige taal van deze dagen, zijn vaak melancholisch. Vele werden op muziek gezet, in alle stijlen. Haar gedichten werden vrijwel meteen in het Jiddisch vertaald en later naar vele andere talen. Rachel vertaalde zelf ook Russische liederen naar het Hebreeuws.
In 2015 maakte Yair Qedar een documentaire over Rachel.
- Bibliothèque nationale de France: cb125465181 (data)
- Gemeinsame Normdatei: 118970798
- International Standard Name Identifier: 0000 0000 7142 3175
- Library of Congress Control Number: n85374558
- Nationale Bibliotheek van Letland: 000136959
- MusicBrainz: 608e4812-8c87-4412-983a-c4ca63fdfca7
- Nationale Bibliotheek van Tsjechië: kup19960000080696
- Nationale bibliotheek van Australië: 36011613
- Nationale Bibliotheek van Israël: 987007266818405171
- Nationale Bibliotheek van Polen: a0000001913561
- Nederlandse Thesaurus van Auteursnamen: 185319106
- Réseau des bibliothèques de Suisse occidentale: 02-A023438434
- LIBRIS: 169759
- SNAC: w6m61kv3
- Système universitaire de documentation: 081574274
- Trove: 1184760
- Virtual International Authority File: 19791688
- WorldCat: E39PBJhxkh9HxGmQWxqdHJCvpP